# Edifício Gustavo Capanema
Vista norte do Edifício Gustavo Capanema.
Atual Edifício Gustavo Capanema ou Palácio Capanema (também largamente conhecido pelo seu uso original, o Ministério da Educação e Saúde, ou ainda como MES) é um edifício público localizado no centro da cidade do Rio de Janeiro, à rua da Imprensa, número 16.
O edifício é considerado um marco no estabelecimento da Arquitetura moderna brasileira, tendo sido projetado por uma equipe composta por Lúcio Costa, Carlos Leão, Oscar Niemeyer, Affonso Eduardo Reidy, Ernâni Vasconcelos e Jorge Machado Moreira, com a consultoria do arquiteto franco-suíço Le Corbusier. O projeto do edifício, desta forma, ensaia a utilização da arquitetura funcionalista de matriz corbuseana no país, além de introduzir novos elementos. Foi construído em um momento durante o qual o Estado tentava passar uma sensação de modernidade ao país, o que se refletiu tanto no projeto do edifício quanto no contexto histórico em que se insere. A construção ocorreu, entre 1936 e 1945, e a obra foi entregue, em 1947.
Em 20 de maio de 2025, será reinaugurado e aberto ao público após mais de uma década fechado. As obras de restauração começaram em 2019, mas só foram concluídas em 2025, ao custo total de 84,3 milhões de reais do Governo Federal aplicado através do Novo PAC (Programa de Aceleração do Crescimento).

## Características
O projeto procura seguir de modo bastante fiel as recomendações de Le Corbusier para o que ele considerava uma "nova arquitetura": seu bloco principal está suspenso sobre pilotis (palafitas), possui a estrutura portante livre das paredes e divisórias internas, e está vedado por cortinas de vidro. Foi um dos primeiros edifícios, em todo o mundo, a fazer uso do recurso do brise-soleil (quebra-sol) a fim de evitar a incidência direta de radição solar em sua fachada norte.
O edifício possui 16 andares sobre o térreo (em pilotis), o qual possui um pé-direito monumental de mais de nove metros de altura.  O terreno (que ocupa um quarteirão inteiro no centro do Rio de Janeiro) torna-se uma praça pública, porque o pavimento térreo do edifício é permeável, ou seja, permite a passagem desimpedida de pedestres. Do bloco principal projeta-se a ala do auditório, no nível térreo e uma marquise na posição oposta, sobre a qual foi projetado o terraço-jardim do edifício por Roberto Burle Marx.

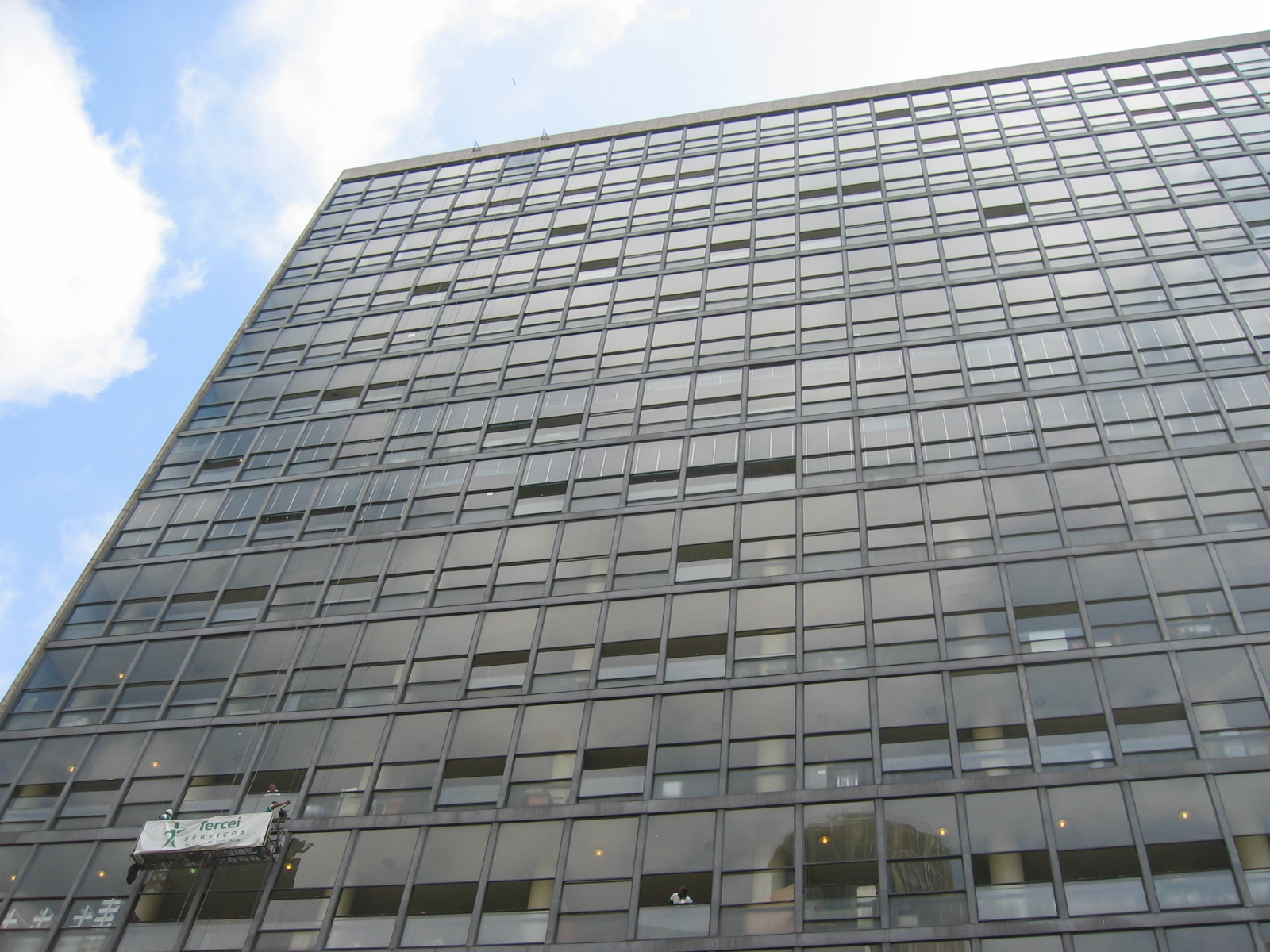
Fachada sul.

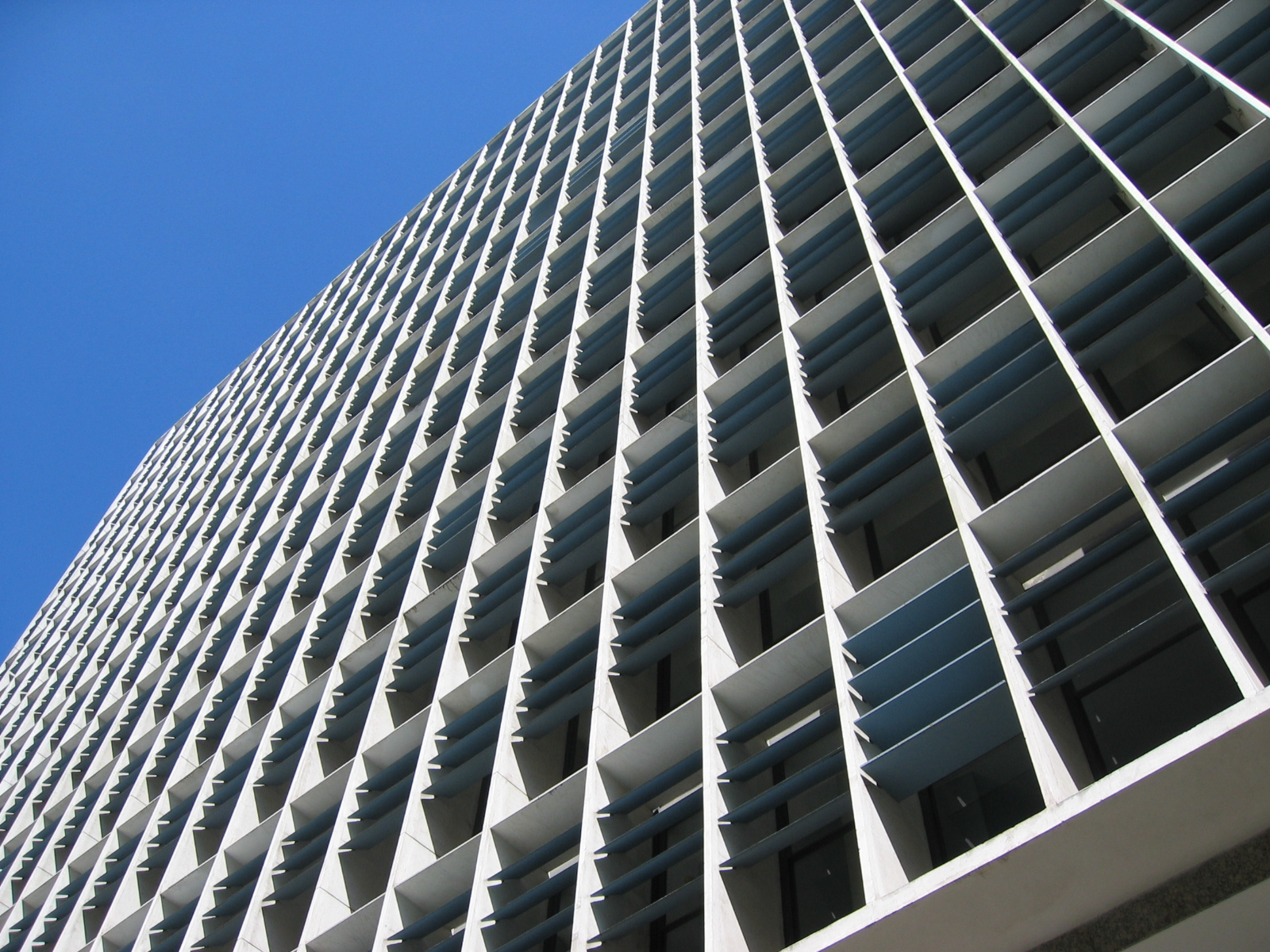
Fachada norte.

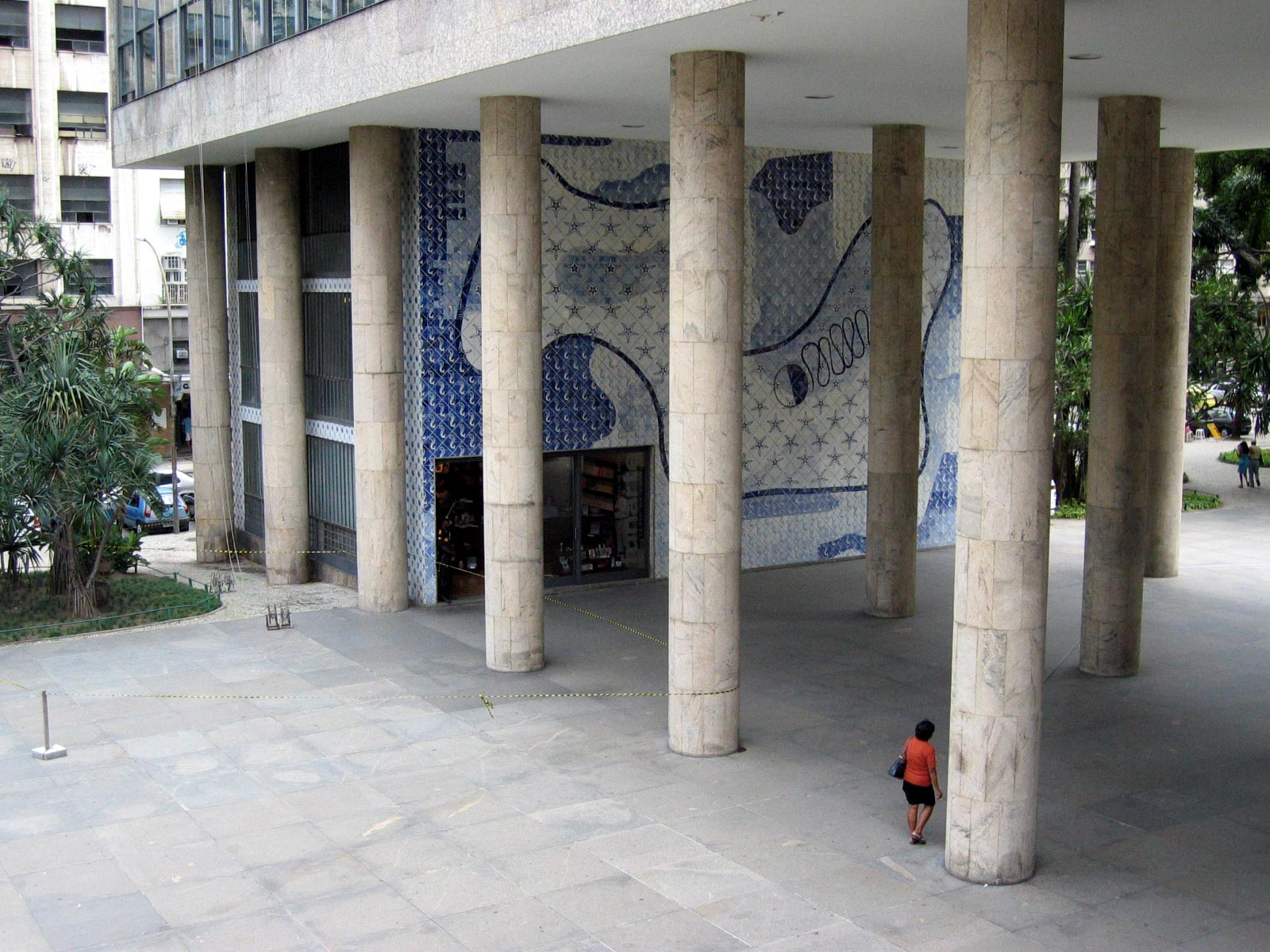
Pilotis da entrada principal voltados para o sul.

## Histórico
A criação do Ministério da Educação e Saúde deu-se no âmbito do governo de Getúlio Vargas e de seu projeto de centralização e modernização da máquina pública. O intelectual Gustavo Capanema, ligado a diversos artistas de vanguarda, também tinha em mente o desenvolvimento de um novo projeto cultural para o país: a apropriação por parte do governo (e, especialmente, por parte do Estado Novo alguns anos depois) das novas estéticas artísticas internacionais corresponderia adequadamente ao desejo de propagar o progresso e a modernização do país. Neste sentido, o modernismo de uma forma geral e a arquitetura moderna em específico viriam a se tornar sinônimos, do ponto de vista ideológico, de um Estado moderno, centralizado e eventualmente autoritário e eficiente.
Tendo isto em mente quando da criação do Ministério, foi proposta a realização de um concurso nacional de projetos arquitetônicos para escolha dos profissionais que viriam a desenhar e construir o seu edifício-sede. Porém, o júri apontado para analisar as propostas possuía caráter conservador e academicista, o que levou à escolha do projeto do arquiteto eclético Archimedes Memoria. Tal projeto possuía caráter monumental e historicista, o que teria desagradado fortemente o ministro Capanema: este, mesmo legitimando o vencedor e pagando-lhe o prêmio do concurso, chamou o então ex-diretor da Escola Nacional de Belas Artes, o arquiteto Lucio Costa, para compor uma nova equipe e desenvolver um projeto com o caráter desejado de modernidade. Lucio Costa montou uma equipe formada por Carlos Leão, Ernani Vasconcellos, Affonso Eduardo Reidy e com participação do então estagiário Oscar Niemeyer e do paisagista Roberto Burle Marx. Tal era a euforia da equipe (formada essencialmente por arquitetos jovens e desejosos de novas experiências arquitetônicas) em projetar algo novo, dado que poucos arquitetos modernistas em todo o mundo tinham-se visto em igual situação (a de projetar um edifício moderno para um Ministério), que Costa permitiu-se pedir a assessoria do franco-suíço Le Corbusier.
Corbusier, encantado com a configuração da Baía de Guanabara, propôs que tal projeto fosse implantado junto ao mar, ao invés da localidade em que se encontrava (no centro do Rio de Janeiro), mas tal pedido foi negado. No entanto, a influência de seu pensamento no projeto final da equipe era nítida: verificavam-se aí enunciados praticamente todos os princípios de modernidade que Corbusier viria a sistematizar na Europa.

## Obras de arte
Seu revestimento externo é decorado por azulejos de Cândido Portinari, além de pinturas de Alberto Guignard, Pancetti e esculturas de Bruno Giorgi, Adriana Janacópulos,Jacques Lipchitz e Celso Antônio Silveira de Menezes.

## Pedra fundamental
Existem imagens do lançamento da pedra fundamental do Ministério da Educação e Saúde, em 24 de abril de 1937, supostamente filmadas pelo grande pioneiro do cinema do Brasil, Humberto Mauro. Nestas cenas o ministro Gustavo Capanema aparece discursando com som sincrônico.  Nelas, aparecem também Carlos Drummond de Andrade,  Roquette-Pinto e outros. Estas cenas estão depositadas no CTAv — Centro Técnico Audiovisual — do Ministério da Cultura, no Rio de Janeiro.  Estas imagens e outras informações sobre a construção do Palácio Capanema foram  incluídas no filme documentário de longa metragem Pampulha ou a invenção do mar de Minas, dirigido por Oswaldo Caldeira. Estas imagens também estão no documentário sobre Oscar Niemeyer chamado "A vida é um sopro", dirigido por Fabiano Maciel e disponível em DVD pela Europa Filmes.

### Bibliográficas
- BRUAND, Yves. Arquitetura contemporânea no Brasil; São Paulo: Editora Perspectiva, 1981, ISBN 8527301148
- CAVALCANTI, Lauro. Quando o Brasil era moderno : guia de arquitetura 1928-1960. Rio de Janeiro: Aeroplano, 2001.
- COMAS, Carlos Eduardo Dias. Precisões Brasileiras. Paris: Tese de Doutorado, 2002.
- COSTA, Lucio. Lucio Costa: registro de uma vivencia. São Paulo: Editora UNB/Empresa das Artes, 1995.
- –––. Edificio do Ministério da Educação e Saude. AU-Arquitetura e Urbanismo. Rio de Janeiro. jul./ago. 1939: p. 543-51.
- –––. Ministério, da participação de Baumgart à revelação de Niemeyer. Projeto. ago. 1987, n. 102: p. 158-60.
- HARRIS, Elizabeth D. Le Corbusier: Riscos Brasileiros. São Paulo: Nobel, 1987.
- LISSOVSKY, Maurício e Paulo Sérgio Moraes de Sá (organizadores). Colunas da educação: a construção do Ministério da Educação e Saúde (1935-1945). Rio de Janeiro: Minc/Iphan, 1996.
- MINDLIN, Henrique Ephim. Arquitetura moderna no Brasil. Rio de Janeiro: Aeroplano Editora, 2000.
- Concurso de ante-projetos para o Ministério da Educação e Saúde Pública.  Revista da Diretoria de Engenharia (PDF), set. 1935: p. 510.
- VASCONCELLOS, Juliano Caldas de. Concreto Armado, Arquitetura Moderna, Escola Carioca: levantamentos e notas. Dissertação (Mestrado em Arquitetura) - Universidade Federal do Rio Grande do Sul (Propar), 2004, 313 pp.
- XAVIER, Alberto. Arquitetura Moderna no Rio de Janeiro. São Paulo: Pini: Fundação Vilanova Artigas, 1991.